# Cameraria ostryarella
Cameraria ostryarella är en fjärilsart som först beskrevs av Victor Toucey Chambers 1871.  Cameraria ostryarella ingår i släktet Cameraria och familjen styltmalar. Inga underarter finns listade i Catalogue of Life.